# Оклі (Юта)
Оклі (англ. Oakley) — місто (англ. city) в США, в окрузі Самміт штату Юта. Населення — 1588 осіб (2020).

## Географія
Оклі розташоване за координатами 40°43′26″ пн. ш. 111°16′16″ зх. д. / 40.72389° пн. ш. 111.27111° зх. д. (40.723921, -111.271101).  За даними Бюро перепису населення США в 2010 році місто мало площу 17,83 км², з яких 17,83 км² — суходіл та 0,00 км² — водойми.

## Демографія
Згідно з переписом 2010 року, у місті мешкало 1470 осіб у 498 домогосподарствах у складі 376 родин. Густота населення становила 82 особи/км².  Було 610 помешкань (34/км²).
Расовий склад населення:
| - 96,5 % — білих - 0,8 % — чорних або афроамериканців - 0,3 % — азіатів - 0,1 % — вихідців з тихоокеанських островів - 0,1 % — корінних американців - 1,6 % — осіб інших рас |

До двох чи більше рас належало 0,6 %. Частка іспаномовних становила 5,4 % від усіх жителів.
За віковим діапазоном населення розподілялося таким чином: 32,3 % — особи молодші 18 років, 59,5 % — особи у віці 18—64 років, 8,2 % — особи у віці 65 років та старші. Медіана віку мешканця становила 32,9 року. На 100 осіб жіночої статі у місті припадало 106,2 чоловіків;  на 100 жінок у віці від 18 років та старших — 97,4 чоловіків також старших 18 років.
Середній дохід на одне домашнє господарство  становив 86 642 долари США (медіана — 73 793), а середній дохід на одну сім'ю — 91 709 доларів (медіана — 77 614). Медіана доходів становила 50 580 доларів для чоловіків та 35 000 доларів для жінок. За межею бідності перебувало 2,1 % осіб, у тому числі 2,8 % дітей у віці до 18 років та 0,0 % осіб у віці 65 років та старших.
Цивільне працевлаштоване населення становило 734 особи. Основні галузі зайнятості: освіта, охорона здоров'я та соціальна допомога — 23,0 %, мистецтво, розваги та відпочинок — 14,7 %, будівництво — 14,4 %.